# دعوة للحياة (مسلسل)
دعوة للحياة هو مسلسل مصري تم إنتاجه عام 1989م، من تأليف الكاتب الكبير إبراهيم مسعود وإخراج أحمد مجدي.

## القصة
د. مدحت طبيب مشهور وناجح، درس الطب بالولايات المتحدة الأمريكية كبعثة امتياز مع صديقه السعودي ودفعته في الكلية وبعد حصولهم على الدكتوراه والزمالة من كاليفورنيا يعودان إلى القاهرة ويؤسسان مستشفى لعلاج حالات الإدمان، بينما لم يفلح شقيقه الأصغر الشاب «أمجد» في طريق الطب كما تحلم أسرته البسيطة مثلما نجحت مع مدحت وبالتالي يشعر أمجد بالنقم تجاه شقيقه الطبيب مما كان سبباً لتعرضه للدخول في سكة الإدمان والمخدرات...وتتوالى الأحداث...

## بطولة
- مصطفى فهمي: د. مدحت
- فؤاد بخش: الطبيب السعودي وزميل د. مدحت وشريكه في إدارة مستشفى الإدمان
- أنور إسماعيل
- حسين الشربيني:
- جمال إسماعيل
- محمد أبو داوود: المقدم فريد (ضابط المباحث)
- حسن الأسمر
- حسن حسني
- محمد فؤاد: أمجد
- صابرين: صفية (ممرضة)
- ميرنا المهندس: أمل

يعد هذا المسلسل أولى تجارب المطرب محمد فؤاد في التمثيل على الإطلاق وقد شارك فيها بالغناء أيضاً بجانب التمثيل